# مهدیرجه (گلوگاه)

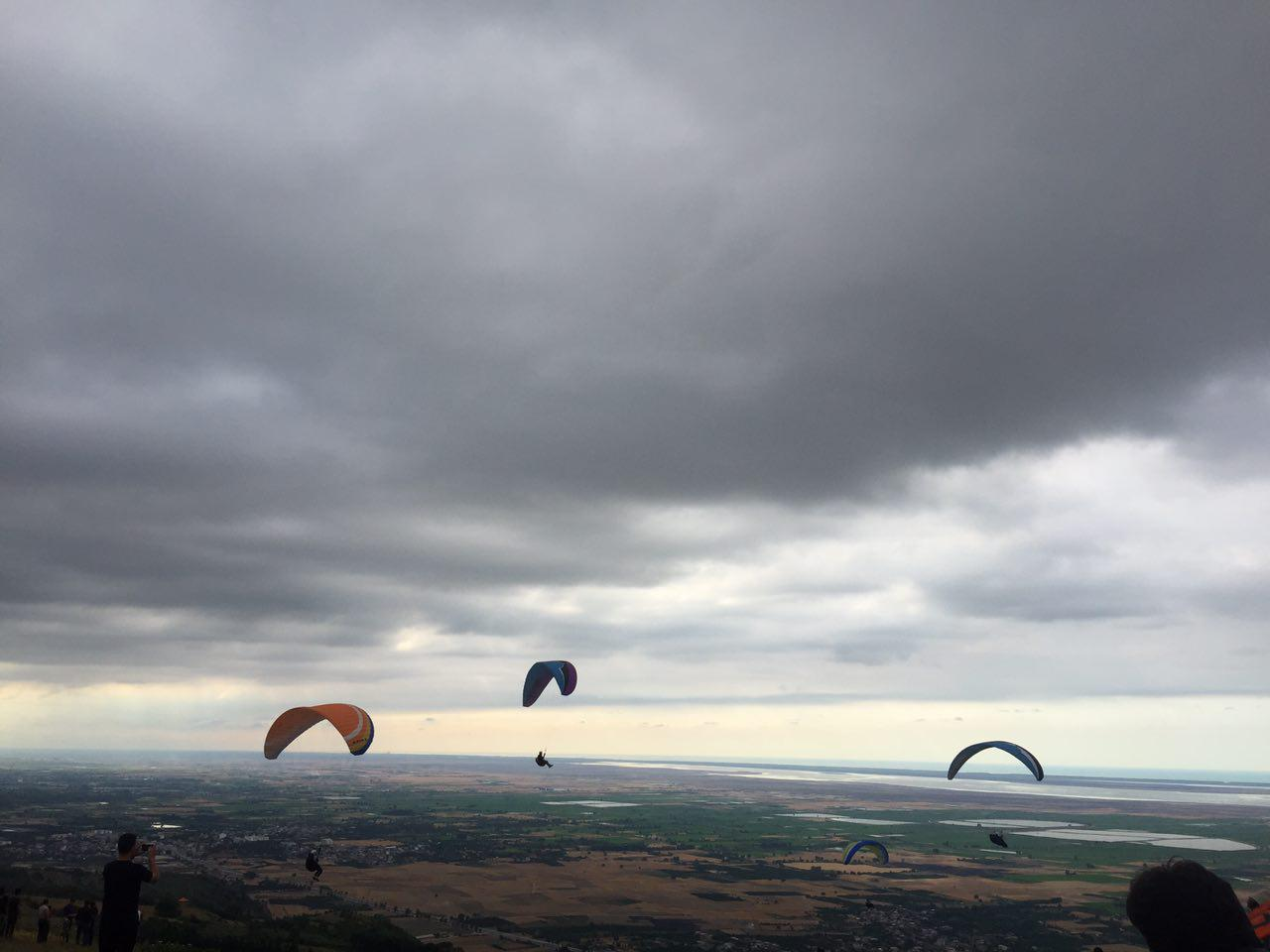
پرواز پاراگلایدرها در مهدیرجه

روستای مهدیرجه این روستااز توابع شهرستان گلوگاه استان مازندران می‌باشد.از مناظردیدنی این روستا می‌توان به جنگل زیبا، رودخانه، پارک جنگلی خلوت چشمه یا خربزه چشمه دارای استخرشنا، امکان گلایدرسواری و… اشاره نمود. همچنین از این روستا می‌توانیدبه تماشای مناظرزیبای جزیره میانکاله ودریای خزر، خلیج میانکاله وشهرستان بهشهر بپردازیدکه از لحاظ منظره بسیارزیباست.

## جمعیت
روستای مهدیرجه ۲٫۰۰۸ نفر جمعیت دارد. مردم مهدیرجه از قومیت طبری هستند که ریشه آن به قوم آمارد و قوم تپوری می‌رسد. مردم مهدیرجه به زبان طبری (مازندرانی)  سخن میگویند. سکنه بومی گلوگاه خود را تات می‌نامند و زبان خود را زبان تاتی می‌نامند. به گفته محققین تات در زبان اهالی مازندران به معنی بومی، روستایی و یکجانشین می‌باشد و منظور از تات همان قوم طبری است و منظور از زبان تاتی همان زبان طبری می‌باشد.

## گردشگری
در سال‌های اخیر، وجود سایت پاراگلایدینگ مهدیرجه که یکی از بهترین و شناخته‌شده‌ترین سایت‌های پرواز در شمال کشور به‌شمار می‌رود، نقش مهمی در جذب گردشگران به این منطقه داشته‌است. موقعیت جغرافیایی ویژه، مناظر طبیعی بکر و شرایط جوی مناسب، این روستا را به مقصدی محبوب برای علاقه‌مندان به پرواز با پاراگلایدر و گردشگران طبیعت‌دوست تبدیل کرده‌است.